# Lenguas andinas septentrionales
Las lenguas andinas septentrionales son una unidad filogenética hipotetizada por Greenberg dentro de las lenguas andinas, cuyo parentesco es muy dudoso, y ha sido muy criticado por algunos especialistas, no siendo aceptado por la mayoría de americanistas.
Según Greenberg, las lenguas andinas septentrionales incluirían las siguientes lenguas:
1. Culli. La lengua kulyi (culli, linga) se habló en Huaylas, Perú, ubicada por unos entre las andinas septentrionales y por otros entre las lenguas macro-paezanas.
2. Sec. (Lengua extinta)
3. Leco. La lengua leko (leco, lapalapa, ateniano) tiene unos pocos hablantes en La Paz, Bolivia.
4. Lenguas catacaoanas. La familia de lenguas catacaoanas, consiste de 2 lenguas ambas muertas :
  1. Katakao. La lengua catacao (katakao) fue hablada en Piura, Perú.
  2. Kolán. La lengua kolán (colán) fue hablada en Piura, Perú.
5. Lenguas cholonas, 2200 años de diversificación lingüística, consiste de 2 lenguas de Perú, una de ellas está extinta y lo otra sigue viva:
  1. Hívito. La lengua híbito (hívito) se habló en Perú.
  2. Cholón. La lengua cholón (seeptsá) es hablada en el valle de Huallaga, Perú, es hablada por dos hablantes.

No existe evidencia sólida de que exista un parentesco genético entre estas lenguas, las listas de palabras aportadas por Greenberg son escasas y no son concluyentes.